# 小松島サティ

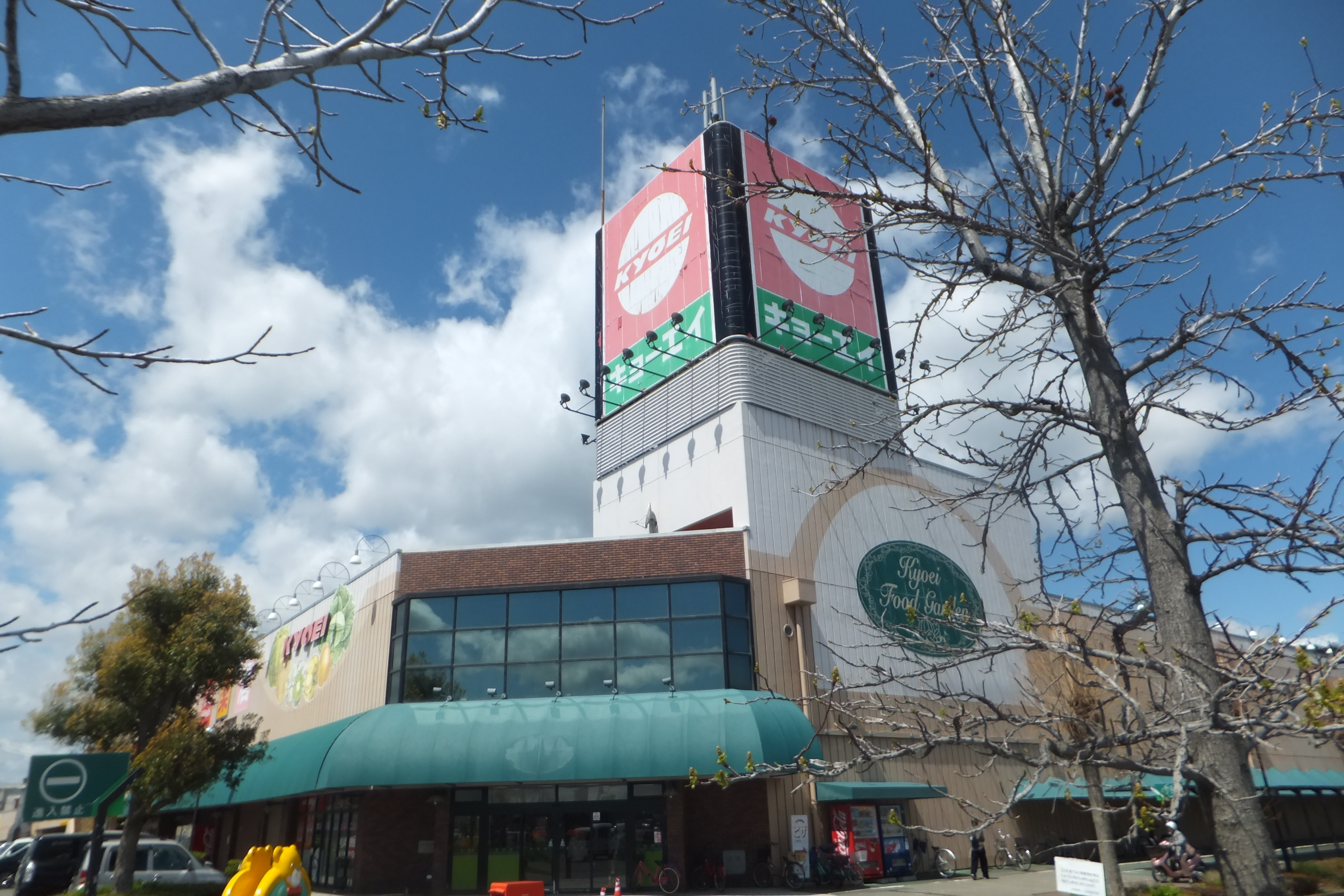
小松島サティ跡地（キョーエイ小松島店、2014年撮影）

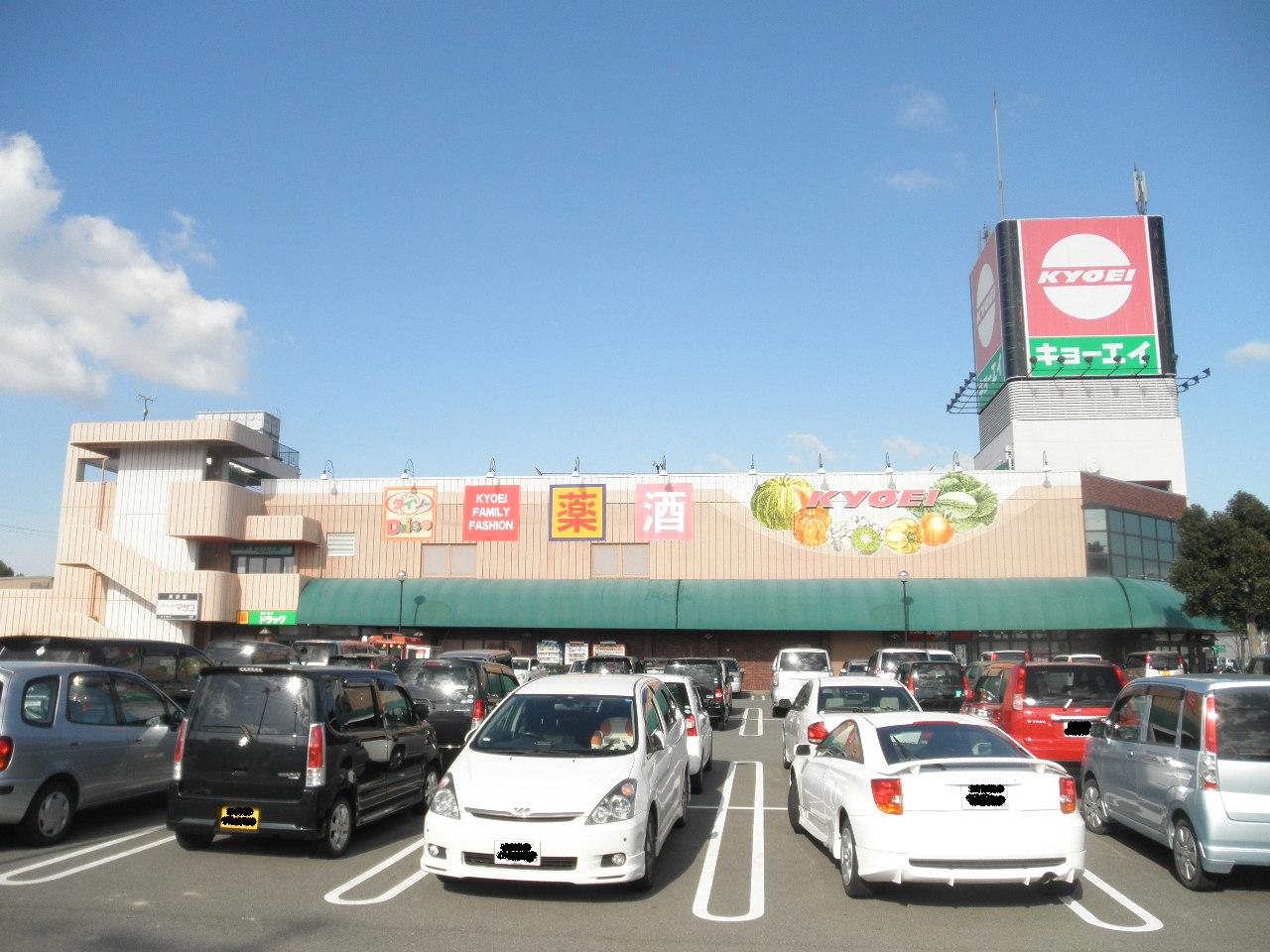
小松島サティ跡地（キョーエイ小松島店、2010年撮影）

小松島サティ（こまつしまサティ）は、かつて徳島県小松島市小松島町若井崎10-1に存在したショッピングセンターである。マイカル（現：イオンリテール）が「生活百貨店」として全国展開していた「サティ」の店舗のひとつであった。

## 歴史
株式会社ニチイ（のちの株式会社マイカル）により開業した「ニチイ小松島ショッピングデパート」（ニチイ小松島店）が、1996年（平成8年）3月1日にサティへ業態転換し「小松島サティ」となった。
なお、建物はニチイ/マイカルの所有ではなく、東洋紡績株式会社（現：東洋紡）により「小松島ショッピングデパート」として建設されたもので、1983年（昭和58年）11月30日に竣工した。建物の管理は東洋紡績のグループ会社である東洋紡不動産株式会社が行っていた。その建物にニチイがテナント出店する形で開店したものである。
小松島市を含む徳島都市圏においては、1970年代前半までは県外資本の大型商業施設の進出は少なく、1971年（昭和46年）のダイエーによる「徳島ショッパーズプラザ」、翌1972年の「南海ショッピングプラザ」の2店のみで、しかもこれはいずれも徳島市中心市街地への出店であった。その後、1970年代後半から1980年代にかけては県外資本の大型店の出店計画が相次ぎ、ジャスコ（現：イオン、徳島リバーシティ）、そごう（そごう徳島店）、そしてニチイの3社が、徳島市中心部とその周辺へ出店を計画していた。
ニチイによる徳島県内への出店としては、1981年に「ニチイ徳島ショッピングデパート」（1995年より「徳島サティ」）、1987年にはつぼみや百貨店跡地に「徳島ビブレ」が開業している。これはいずれも徳島市内であったが、それと同時期となる1986年に当店が「ニチイ小松島ショッピングデパート」として出店し、ニチイとしては小松島市への初出店となった。
当店は小松島市市街地への出店であったが、当店開店2年後の1988年に郊外型ロードサイド店舗として、徳島県を地盤とする地元スーパーのキョーエイが運営するショッピングセンター「小松島ショッピングプラザルピア」が開業している。
徳島市の南隣に位置する小松島市は小松島港を擁する港町で、かつては「四国の東門」と呼ばれ、海運が中心であった時代には四国の東の玄関口として栄え、古く南海道の時代から、長らく日本の中心であった関西と四国を結ぶ交通の要衝であった。しかし本州四国連絡橋（本四架橋）が完成して四国は本州と道路で結ばれ、交通手段が海運から自動車へ移ったことで、2000年代以降は港町としてのにぎわいは失われていくこととなる。
公共交通機関に乏しい四国では既にモータリゼーションが進んでいたが、本四架橋の完成と時期を同じくして、2000年には大規模小売店舗法（大店法）が廃止された。大型商業施設の出店規制廃止と県外を結ぶ高速道路網の整備が同時発生したことにより、大型商業施設の商圏が一層拡大して郊外化が進むとともに、県外のみならず四国外（京阪神、中国地方）への消費流出も進んだことが四国地方の特徴といえる。
2001年のマイカルの経営破綻により、翌2002年7月に小松島サティも閉店。旧サティの店舗の中にはイオンなどへ業態転換した店舗も多数あるが、小松島サティはマイカルの経営破綻直後、同社の経営再建の過程で閉店が決定されたため、イオンの店舗ブランドへ店名変更することなく「小松島サティ」のまま閉店した。

店舗跡地にはキョーエイが居抜き出店し「キョーエイ小松島店」として開店した。キョーエイ小松島店の出店後も、建物や看板などはほぼニチイ時代のまま使用されているため、店舗には随所にサティ時代の面影を見てとることができる。

## 沿革
- 1983年（昭和58年）11月30日 - 東洋紡績株式会社により「小松島ショッピングデパート」が竣工。
- 1986年（昭和61年）[1]4月[要出典] - 株式会社ニチイが出店し「ニチイ小松島ショッピングデパート」（ニチイ小松島店）として開店[1]。
- 1996年（平成8年） - 株式会社ニチイが株式会社マイカルへ商号変更。
- 1996年（平成8年）3月1日 - ニチイ小松島店がサティへ業態転換、小松島サティへ改称オープン[2]。
- 2001年（平成13年）9月14日 - 運営会社のマイカルが民事再生法を申請。
- 2002年（平成14年）1月28日 - 閉店を発表。
- 2002年（平成14年）7月[5][要出典] - 閉店。同年、キョーエイによりキョーエイ小松島店として開店[5]。
- 2003年（平成15年）11月29日 - マイカルがイオン株式会社の完全子会社となる。
- 2011年（平成23年）3月1日 - マイカルがイオンリテールへ吸収合併される。

## テナント
2002年の閉店時に存在したテナント一覧。
- サティ
- モタベーカリー（ベーカリー）
- しこく屋
- クスリのキリン堂（薬局）
- コアフィールド・マサコ（美容室）
- カメラのキタムラ（写真）
- エーデルワイス（洋菓子店）
- 森田屋（お好み焼き店）
- メガネの愛眼（眼鏡）
- ヒットショップ（携帯電話販売代理店）
- 阿波銀行ATM
- 徳島銀行ATM（現：徳島大正銀行）
- 郵便貯金ATM（現：ゆうちょ銀行）